# Il disco volante
Il disco volante è un film del 1964 diretto da Tinto Brass. 
La trama utilizza l'elemento fantascientifico - la venuta di extraterrestri nella campagna veneta - per una satira di costume sulla società italiana dell'epoca, in cui Alberto Sordi interpreta quattro diversi ruoli.

## Trama
Con un taglio prima documentaristico poi da commedia all'italiana, osserviamo l'arrivo di un gruppo di alieni in un paesino del profondo Veneto: un'indagine dei Carabinieri metterà alla luce una follia latente diffusa in tutta la popolazione del paesino che poco ha a che fare con gli alieni.

## Produzione
Il film fu prodotto da Dino De Laurentiis il quale, dopo aver sottoposto la sceneggiatura di Rodolfo Sonego a maestri come Michelangelo Antonioni e Mario Monicelli, volle mettere alla prova il giovane regista veneto per la prima volta alle prese con una produzione non indipendente.

### Cast
Protagonista del film è Alberto Sordi, impegnato a dare voce e corpo a quattro personaggi che presto rientreranno nel suo repertorio: il parroco Don Giuseppe, prete ubriaco, il brigadiere un po' tonto, il conte gay e il Marsicano, piccolo borghese meschino.
Nel film compaiono anche Silvana Mangano e Monica Vitti, per la prima volta in un ruolo comico brillante ed alla quale Brass fa pronunciare una frase che spesso ricorrerà nella cinematografia successiva del regista: "Dime porca che me piasi de più".

## Colonna sonora
La colonna sonora è composta dal maestro Piero Piccioni. Sono presenti inoltre due canzoni scritte appositamente per il film: Ballando con te, di Kramer e Pallavicini; Chi sei amore?, di Piccioni e Pallavicini. Entrambe le canzoni sono cantate da John Foster e incise su dischi Style.
Alcuni temi musicali presenti nella pellicola saranno ripresi nei film Fumo di Londra del 1966 e Io e Caterina del 1980 entrambi di e con Alberto Sordi.

## Distribuzione
Il disco volante è uno dei film di Alberto Sordi che non è stato distribuito in DVD. È stato esclusivamente distribuito in VHS dalla Domovideo e ha avuto pochi passaggi televisivi.

## Accoglienza

### Critica
(Fantafilm)